# Proprioseiopsis tulearensis
Proprioseiopsis tulearensis är en spindeldjursart som först beskrevs av Blommers 1976.  Proprioseiopsis tulearensis ingår i släktet Proprioseiopsis och familjen Phytoseiidae. Inga underarter finns listade i Catalogue of Life.